# Gårdby kyrka
Gårdby kyrka är en kyrkobyggnad i Växjö stift. Den är församlingskyrka i Norra Möckleby, Sandby och Gårdby församling på Öland.

## Kyrkobyggnaden
På kyrkogården finns en kristen runsten, Gårdbystenen. Det finns inga andra indikationer på en äldre kyrka utan en romansk stenbyggnad från 1120-talet eller något år in på 1130-talet är sannolikt den första kyrkan på platsen. Den bestod av kor och absid i öster, långhus med ingång på sydsidan. I ett senare skede, sannolikt i början av 1200-talet uppfördes ett västtorn. Dessförinnan hade man påbörjat ett tornbygge där tornet skulle resas över långhusets östra eller västra del. Uppförandet kom att avbrytas i ett tidigt skede efter att en nord-sydlig grundmur i långhuset hade uppförts. Enligt en teckning av Johannes Haquini Rhezelius 1634 påminner tornet om den nuvarande medeltida tornbyggnaden för Persnäs kyrka. När frågan om ny kyrkobyggnad väcktes menade Kalmar stifts biskop, att man kunde bygga gemensam kyrka med närbelägna Sandby församling. Kunglig Majestät var av annan uppfattning och gav Gårdby rätten att bygga en egen kyrka. Den medeltida kyrkan revs och den nya kyrkobyggnaden uppfördes på samma plats.
Kyrkan byggdes 1841 i tidens rådande nyklassicistiska stil efter ritningar av Theodor Edberg, som utförts vid Överintendentsämbetet. Byggmästare var Peter Isberg. Den består av ett långhus med en rak avslutande korvägg i öster samt en sakristia vid norrväggen nära koret. Tornet i väster försågs med en lanternin för kyrkklockorna krönt med ett kors. Kyrkorummet erhöll ett tak av trätunnvalv. Den 3 oktober 1841 kunde kyrkan invigas av prosten Pehr Dahlström.
År 2010 stängdes kyrkan för en omfattande renovering och restaurering som pågick i sju år och leddes av arkitekten Johan Lundé. Söndagen den 21 maj 2017 återöppnades kyrkan av biskop Fredrik Modéus. Den traditionella kyrkan är bevarad samtidigt som den har anpassats för framtidens behov. Ett nytt värmesystem, ljud- och ljussystem och en fristående teknikbyggnad har byggts i anslutning till kyrkan. Kyrkorummet täcks av ett vaxat furugolv och i bakre delen av kyrkorummet delas salen av med en glasvägg. Mönstret på väggen är hämtat från kyrkans takkronor och designat av konstnären Linda Wallin.

## Inventarier
- Dopfunten härstammar från 1200-talet och är tillverkad av gotländsk kalksten.
- Altartavlan med motiv:"Nattvardens instiftelse", är utförd 1859 av Sven Gustaf Lindblom. Den är en kopia av en äldre altartavla i Växjö domkyrka målad av Georg Engelhard Schröder 1733.
- Lindbloms altartavla omges av en altaruppställning ritad av Per Ulrik Stenhammar efter J. F. Åboms ritning till en altaruppställning för Köpings kyrka och utförd 1859-60 av Olof Jacobsson, Mortorp. Den består av två korintiska kolonner som bär upp en bruten trekantsgavel med en strålsol i mitten och ett kors högst upp.
- En äldre altaruppsats utförd av Anders Georg Wadsten 1777 är uppsatt på korets södra vägg. Den i ramverket infattade målningen föreställer Kristus på korset. Nedanför en kvinnogestalt, eventuellt Maria Magdalena som samlar upp blodet i en duk. På vardera sidan står skulpturer av Moses med lagens tavlor respektive Johannes döparen med en korsstav. Överstycket till uppsatsen: ”Lammet med de sju inseglen” har sin plats över sakristians dörr.
- Predikstolen med uppgång från sakristian är byggd 1859 av O. Jacobsson, efter ritningar av Ludwig Hawerman. Korgens speglar är prydda med symboler.
- Den gamla kyrkans predikstol som 1702, utförd av Anders Colleur och dekorerad av Anders Georg Wadsten 1777, är placerad i koret i anslutning till den äldre altaruppsatsen.
- I korbänkarnas skärmar ingår delar av den äldre kyrkans läktarbarriär med målade apostlabilder av Wadsten från 1777.
- Sluten bänkinredning.
- Orgelläktare med spegeldekor och stjärnsymbol i mitten.

## Bildgalleri

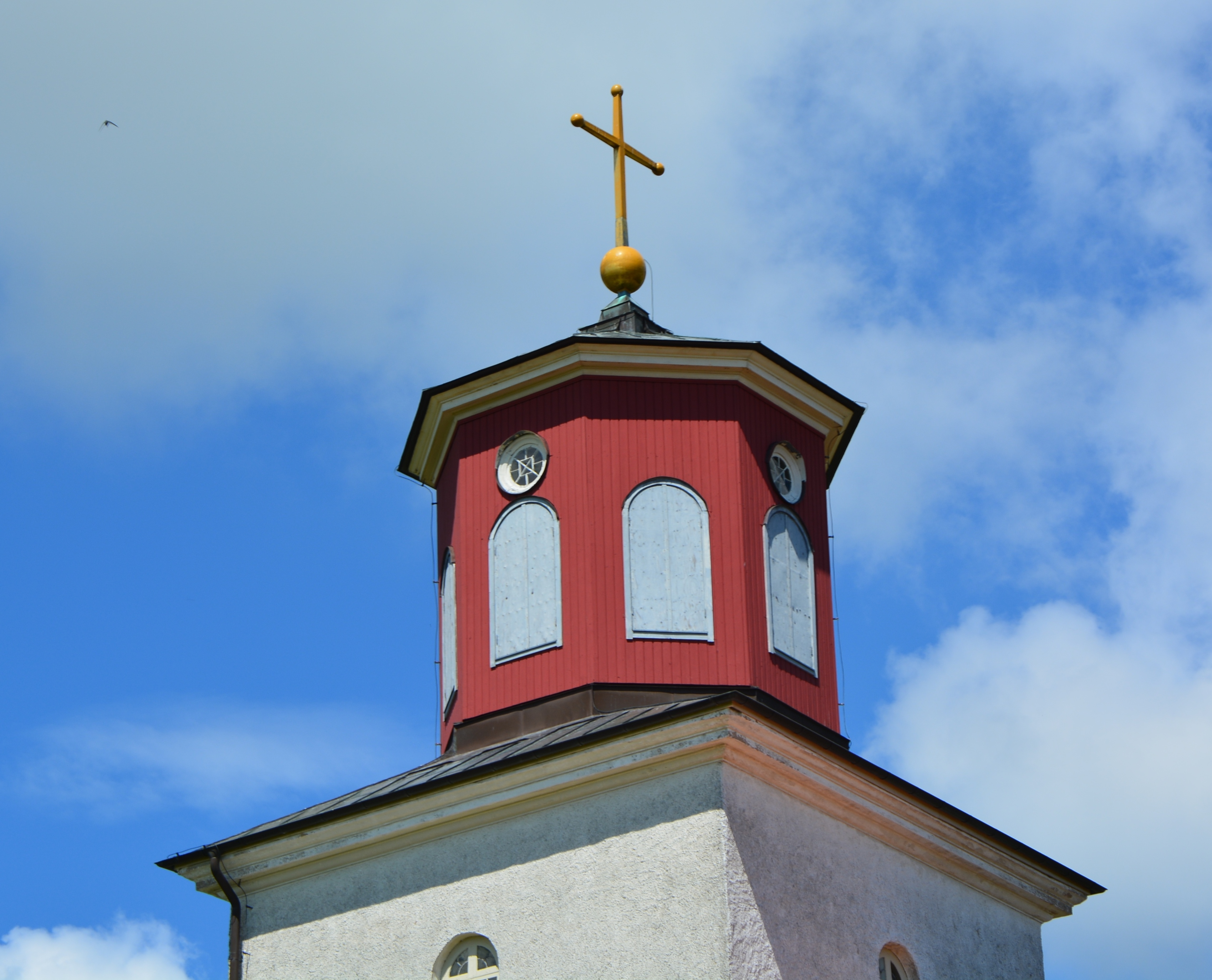
Kyrkans lanternin
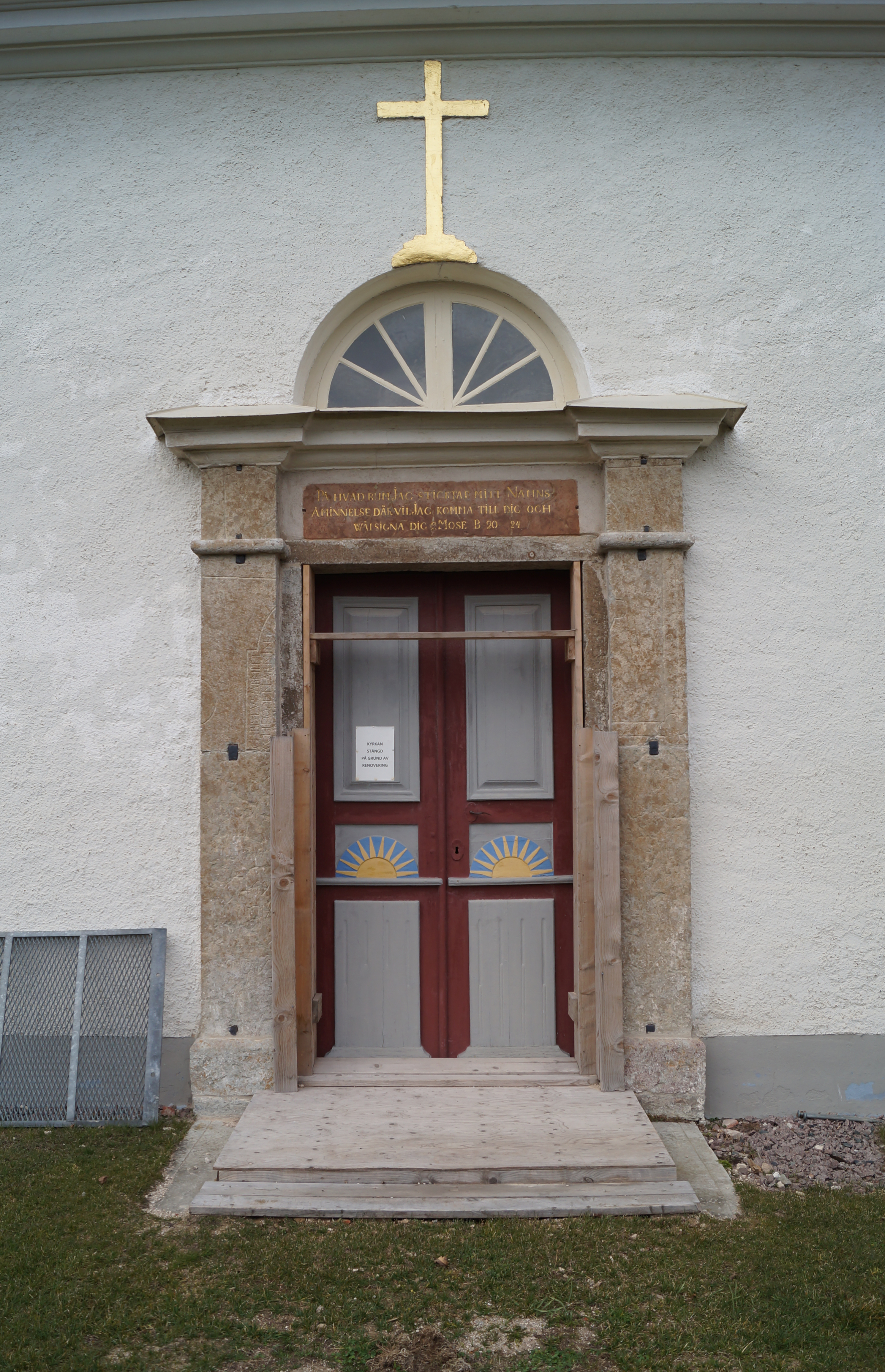
Södra porten
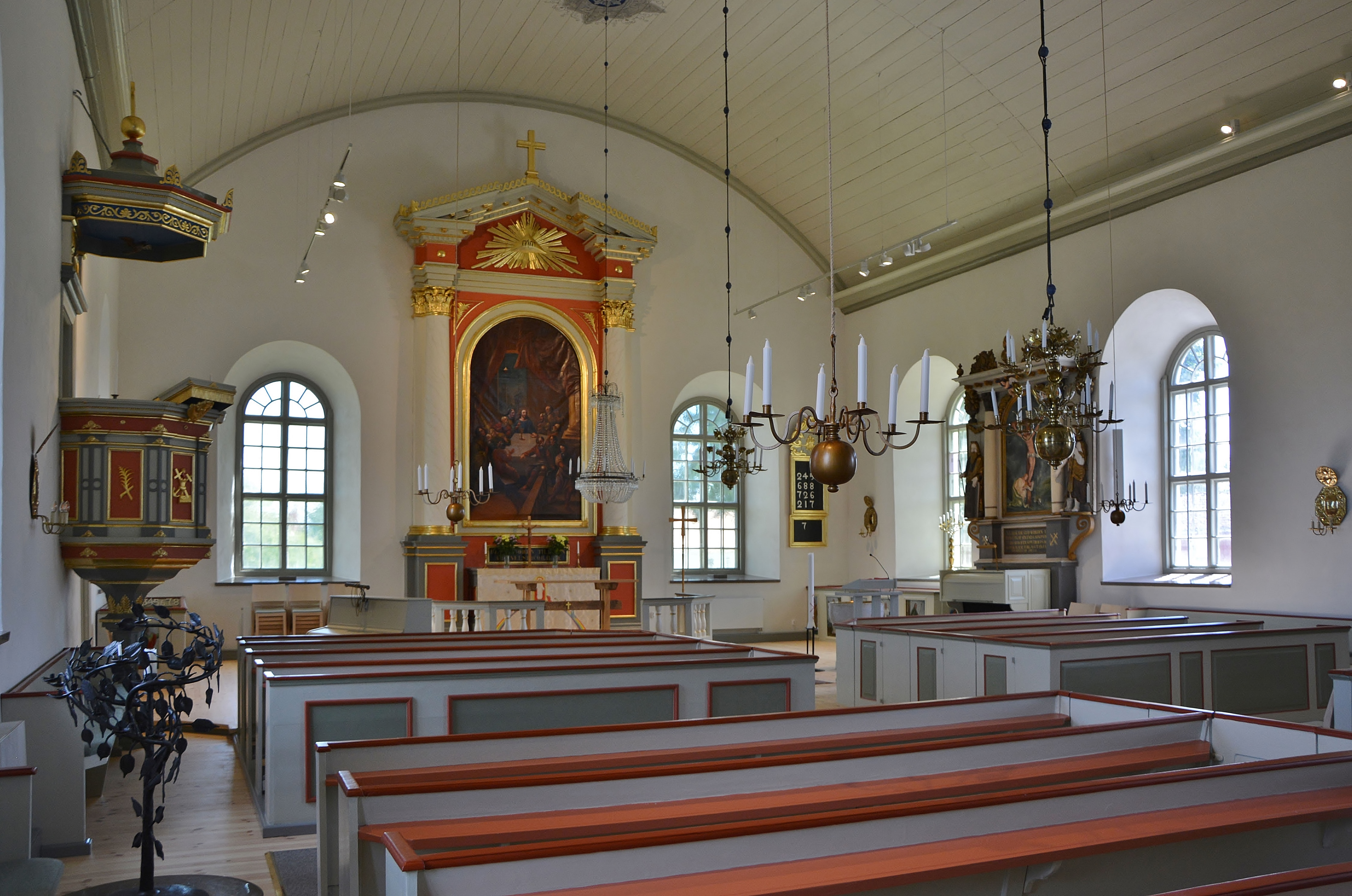
Kyrkorummet mot öster
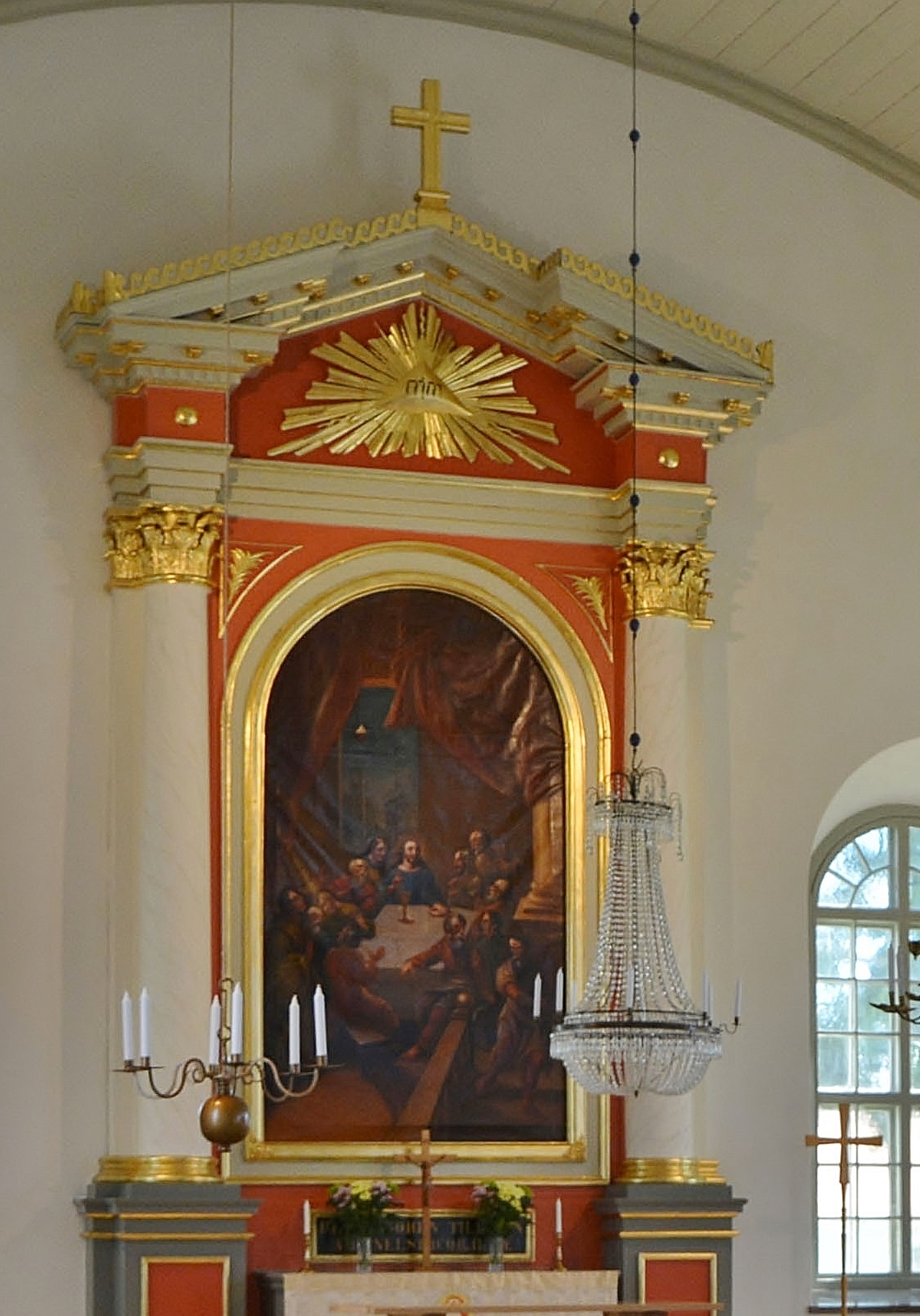
Altaruppsatsen med Lindbloms altartavla
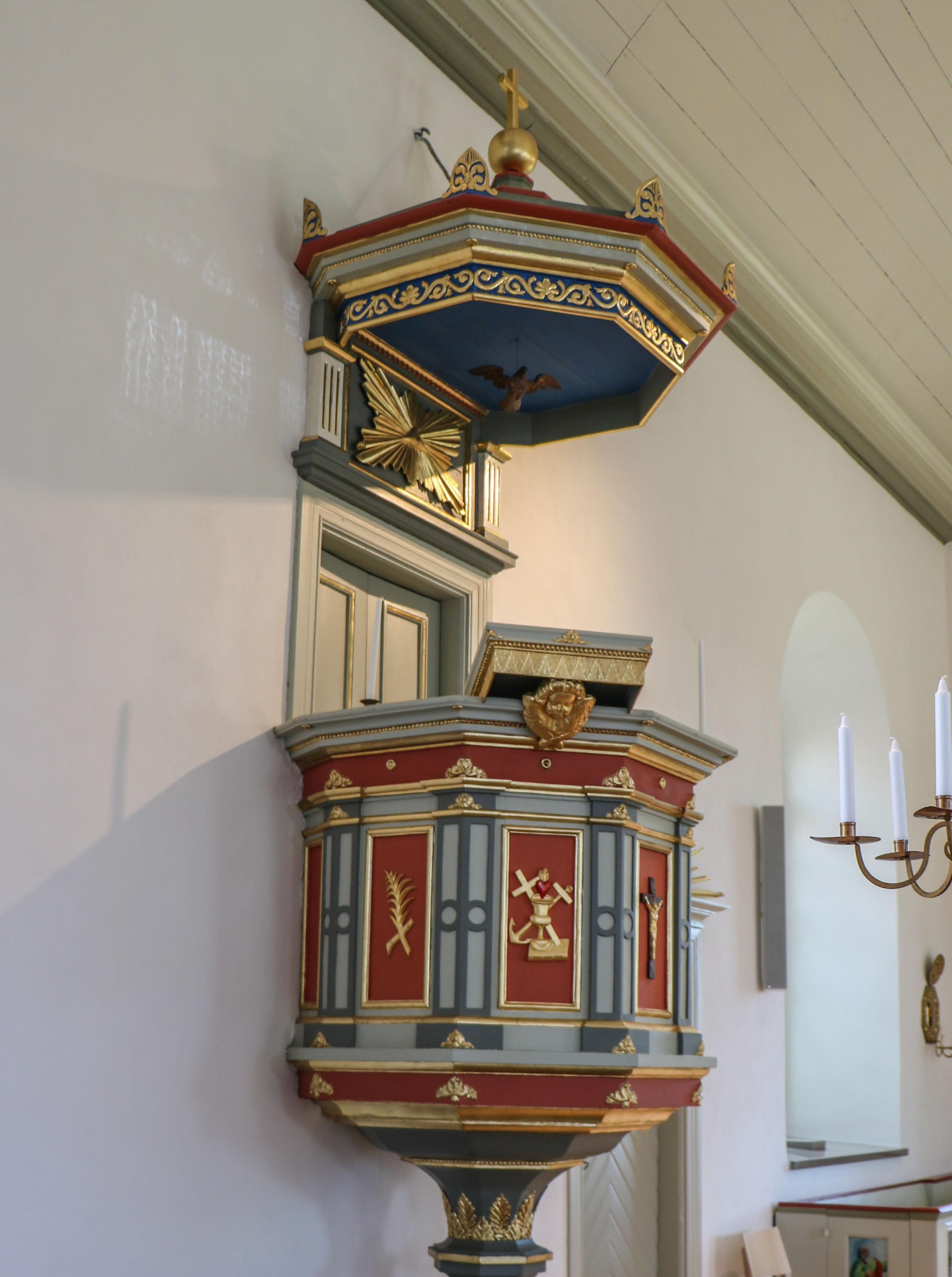
Predikstol från 1859
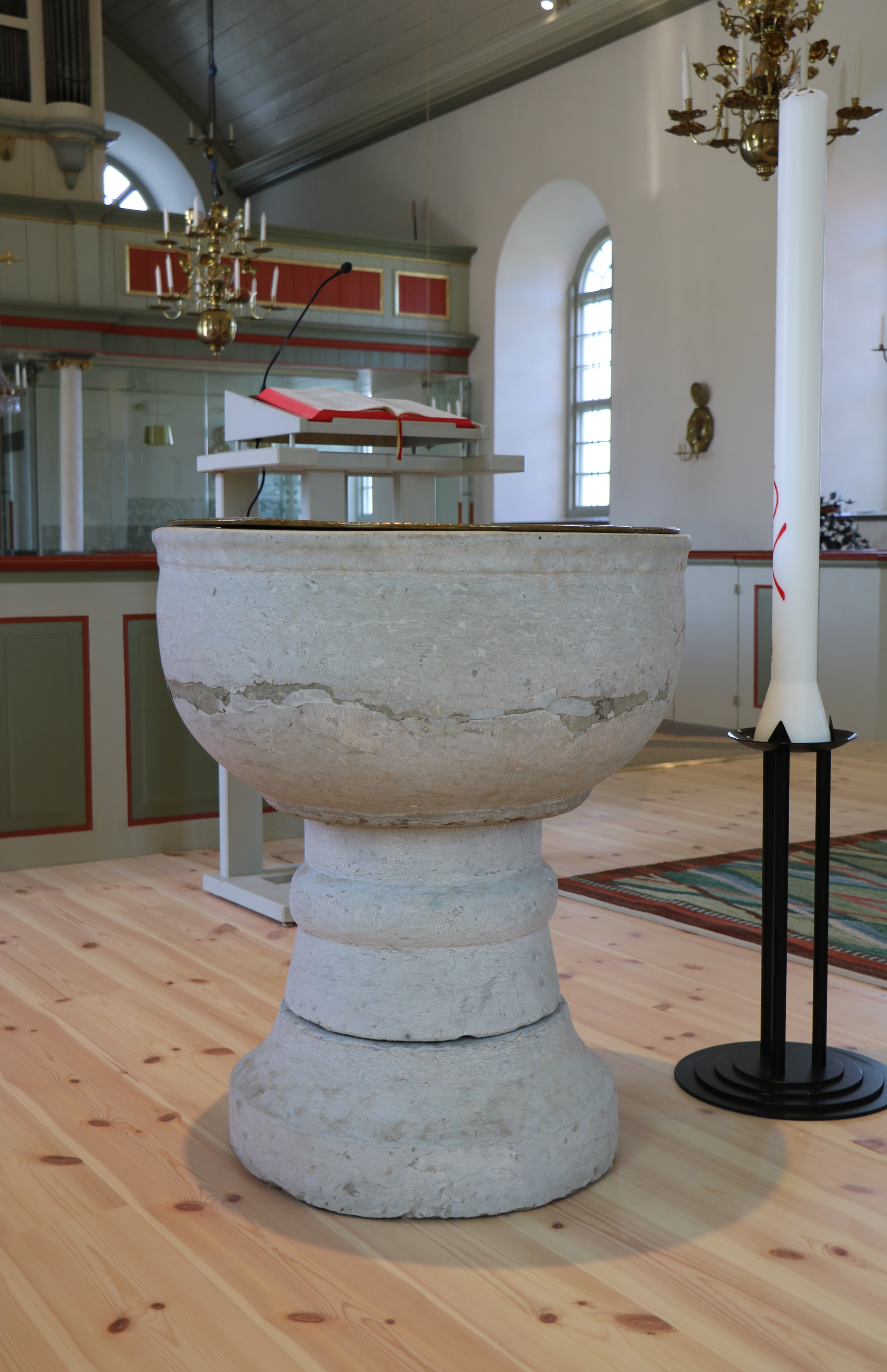
Dopfunt från 1200-talet
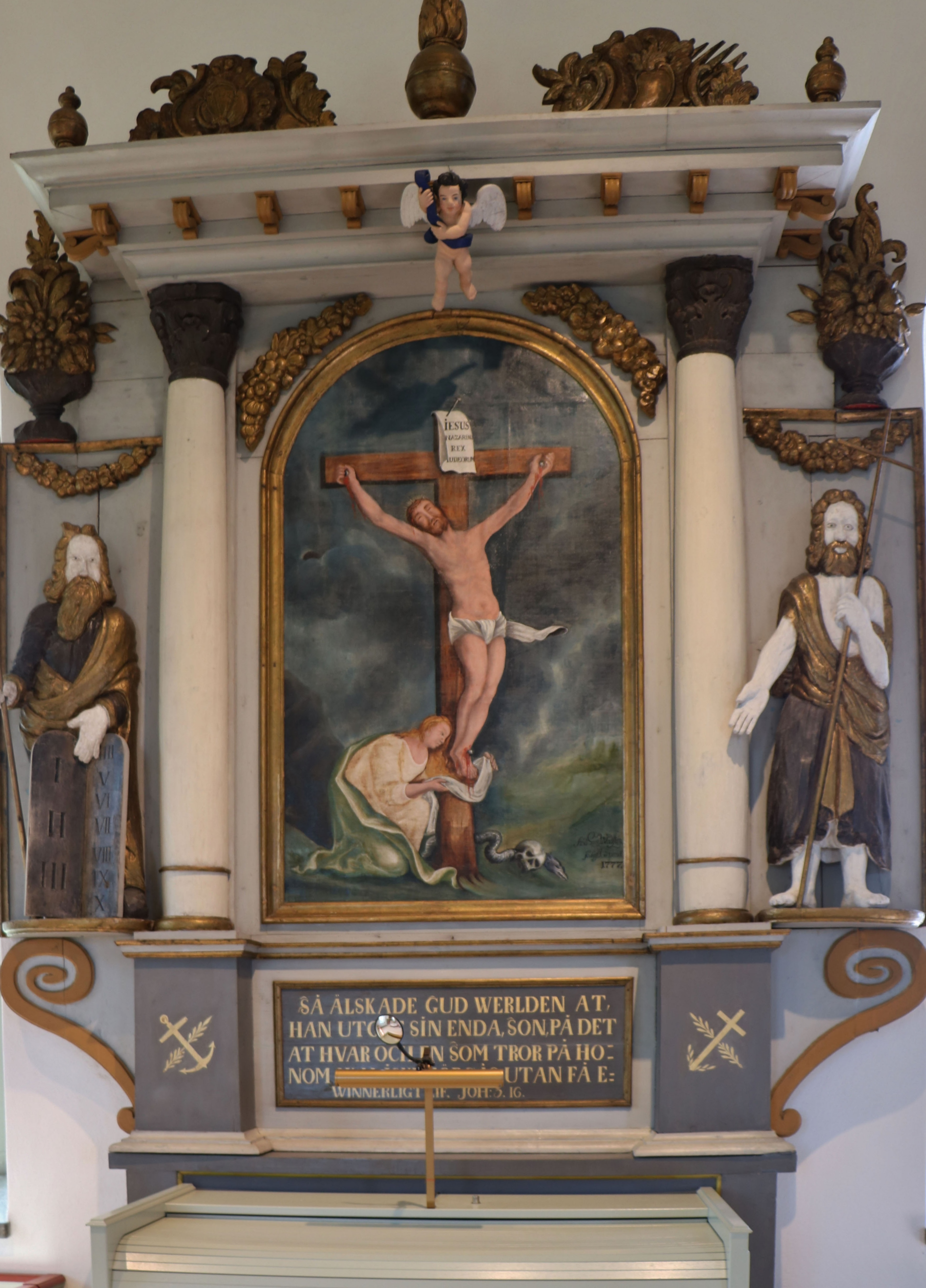
Äldre altaruppsats utförd av A. G. Wadsten 1777
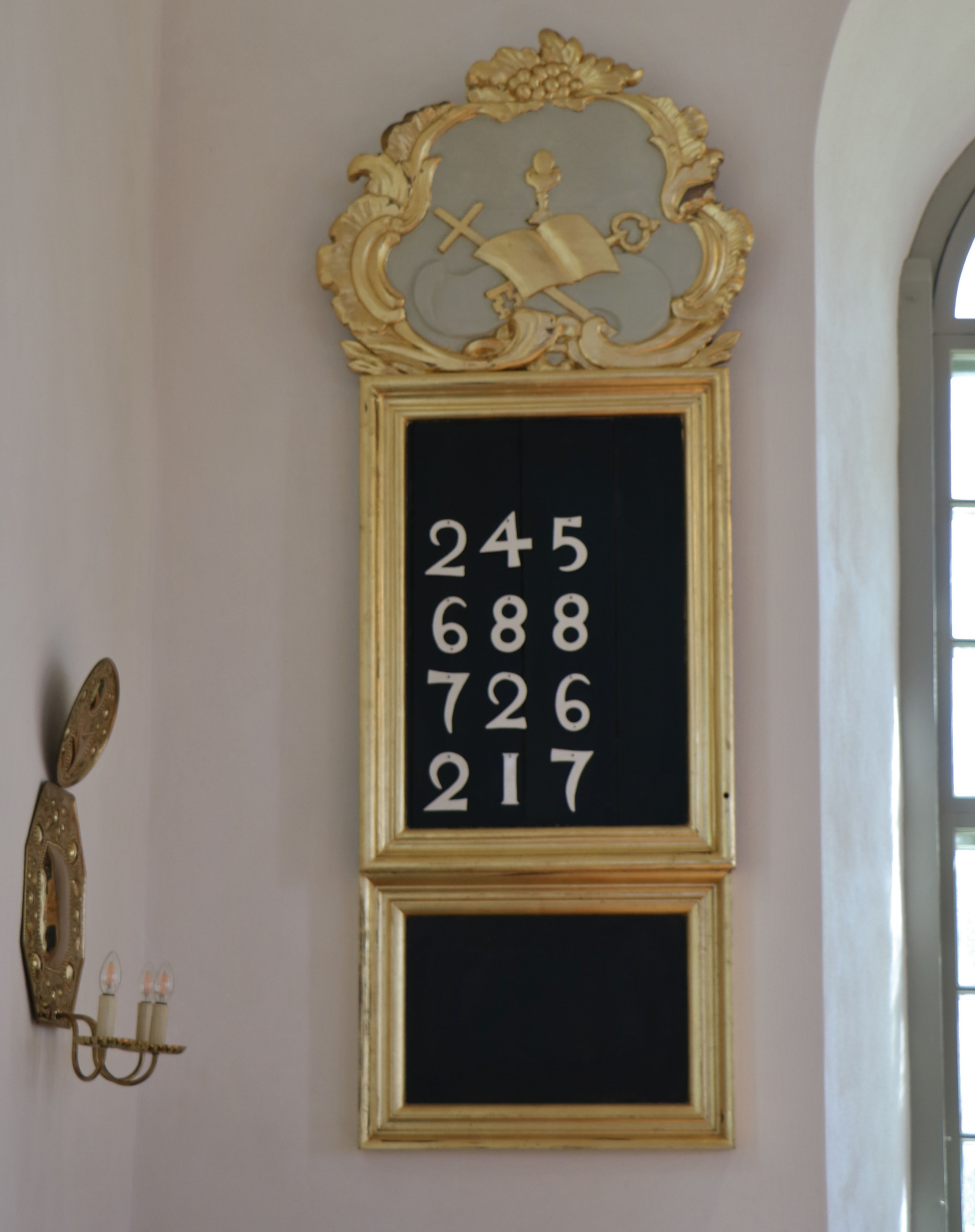
Psalmnummertavla
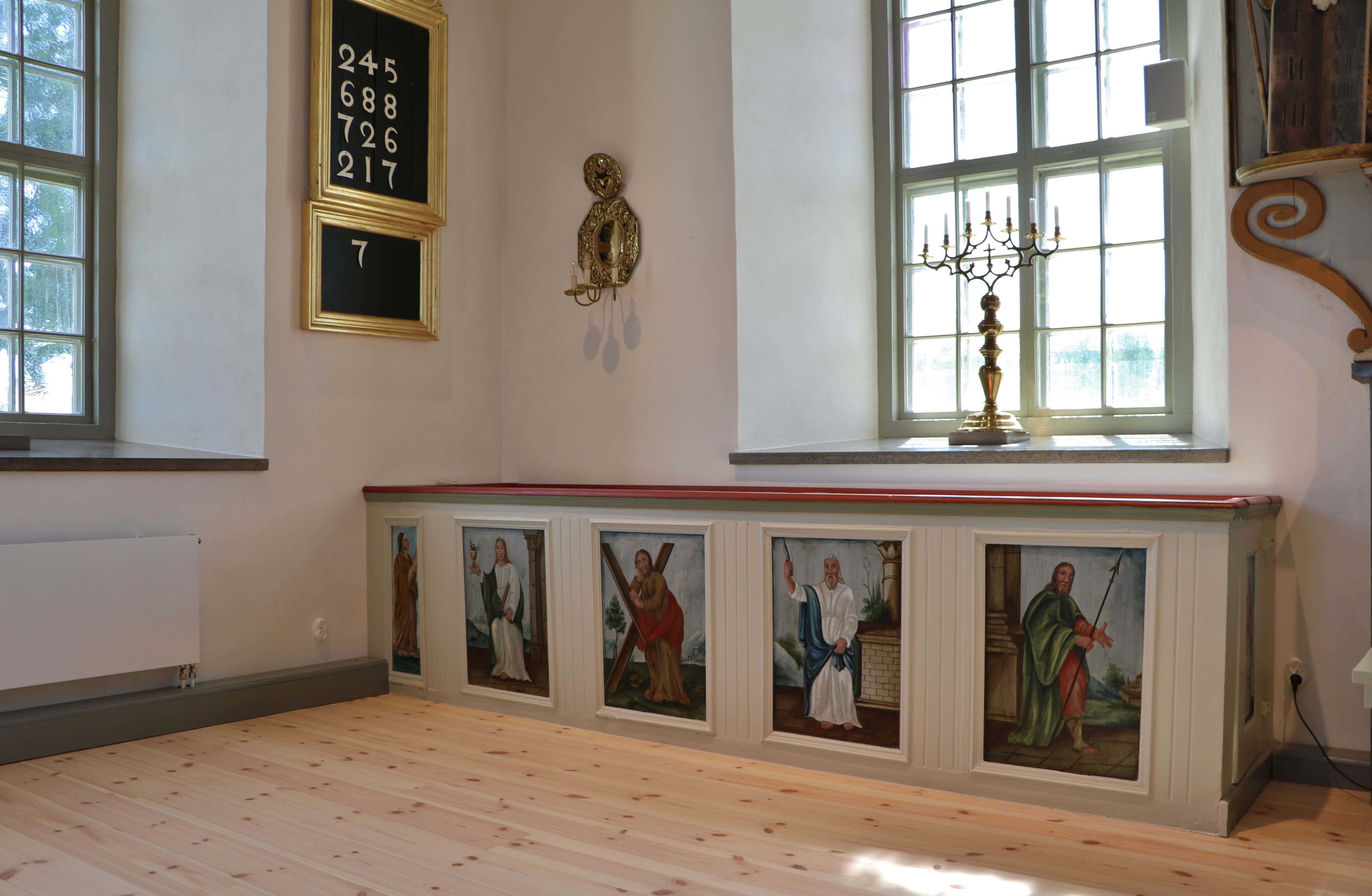
Korbänk med apostlabilder

## Orgel

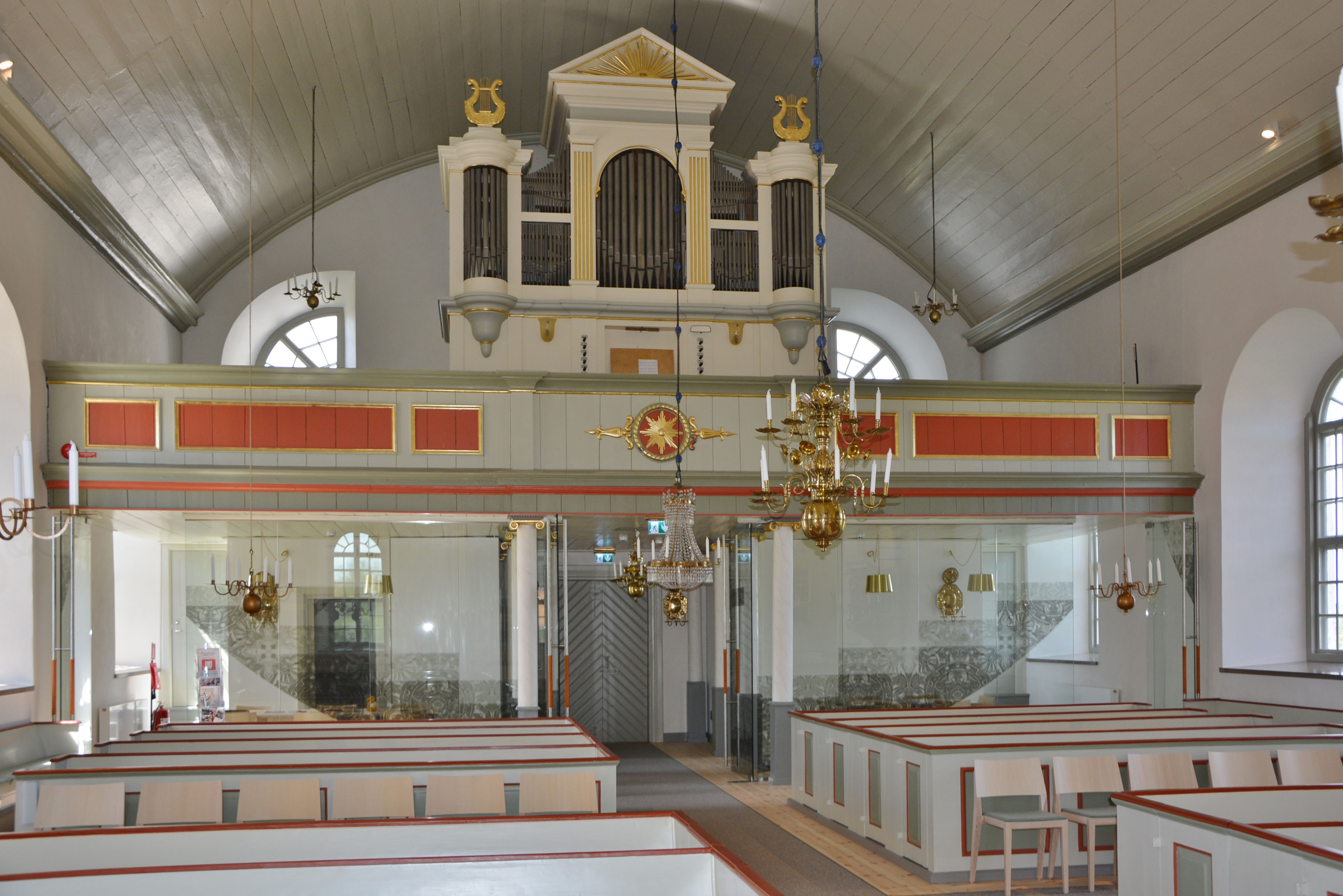
Kyrkorummet med läktarorgeln

- Kyrkans första orgel uppfördes 1842 av Sven Petter Pettersson, Visby.[3] Orgelfasaden ritades av Theodor Edberg.[källa behövs] Orgelverket omdisponerades 1888 av Carl Johannes Carlsson, Virestad, och 1949 av Frederiksborg Orgelbyggeri, Hilleröd. 1981 restaurerades orgeln av Johannes Künkels Orgelverkstad i Lund.[3]

Nuvarande disposition:
| Manual C-f3              | Pedal C-c1 |
| Principal 8′ Bas/Diskant | Bihängd    |
| Gedakt 8′ Bas/Diskant    |            |
| Fugara 8′ Diskant        |            |
| Oktava 4′                |            |
| Offenflöjt 4′            |            |
| Täckt Flöjt 4′           |            |
| Qvinta 3′                |            |
| Oktava 2′                |            |
| Waldflöjt 2′             |            |
| Scharff 3 chor           |            |
| Trumpet 8′ Bas/Diskant   |            |